# The Wizard (1927)
The Wizard  is een Amerikaanse stomme film uit 1927 onder regie van Richard Rosson met in de hoofdrollen Edmund Lowe, Leila Hyams, Gustav von Seyffertitz, E.H. Calvert en Barry Norton. Destijds werd de film in Nederland uitgebracht onder de titel Het huis der verschrikkingen. De film is wellicht zoekgeraakt.

## Verhaal
Dr. Paul Coriolos heeft een gorilla afgericht om iedereen te vangen die betrokken was bij de veroordeling van zijn zoon voor moord, zodat hij ze kan martelen en doden. Reporter Stanley Gorden moet verslag uitbrengen over de mysterieuze verdwijningen. Wanneer rechter Webster en zijn dochter Anne, waar hij verliefd op is, plots verdwijnen leiden de sporen en aanwijzingen hem naar het huis van Coriolos. Stanley slaagt erin om Anne en haar vader te redden. Coriolos wordt vermoord door de razende gorilla, die op zijn beurt doodgeschoten wordt door Webster vooraleer hij Stanley kan aanvallen.

## Rolverdeling
| Acteur                 | Personage           |
| ---------------------- | ------------------- |
| Edmund Lowe            | Stanley Gordon      |
| Leila Hyams            | Anne Webster        |
| Gustav von Seyffertitz | Prof. Paul Coriolos |
| E.H. Calvert           | Edwin Palmer        |
| Barry Norton           | Reginald Van Lear   |
| Oscar Smith            | Sam                 |
| Perlie Marshall        | Detective Murphy    |
| Norman Trevor          | Judge Webster       |
| George Kotsonaros      | The Gorilla         |
| Maude Turner Gordon    | Mrs. Van Lear       |

## Trivia
- Het verhaal "Balaoo" van Gaston Leroux, waarop de film gebaseerd is, werd in 1942 opnieuw verfilmd als Dr. Renault's Secret.